# Pericnemis melansoni
Pericnemis melansoni là loài chuồn chuồn trong họ Coenagrionidae. Loài này được Villanueva, Medina & Jumawan mô tả khoa học đầu tiên năm 2013.